# گلوبال لاجیک
گلوبال لاجیک (انگلیسی: GlobalLogic) شرکت نرم‌افزار آمریکایی است، که در سال ۲۰۰۰ تأسیس شد.